# Жінки в Антарктиді

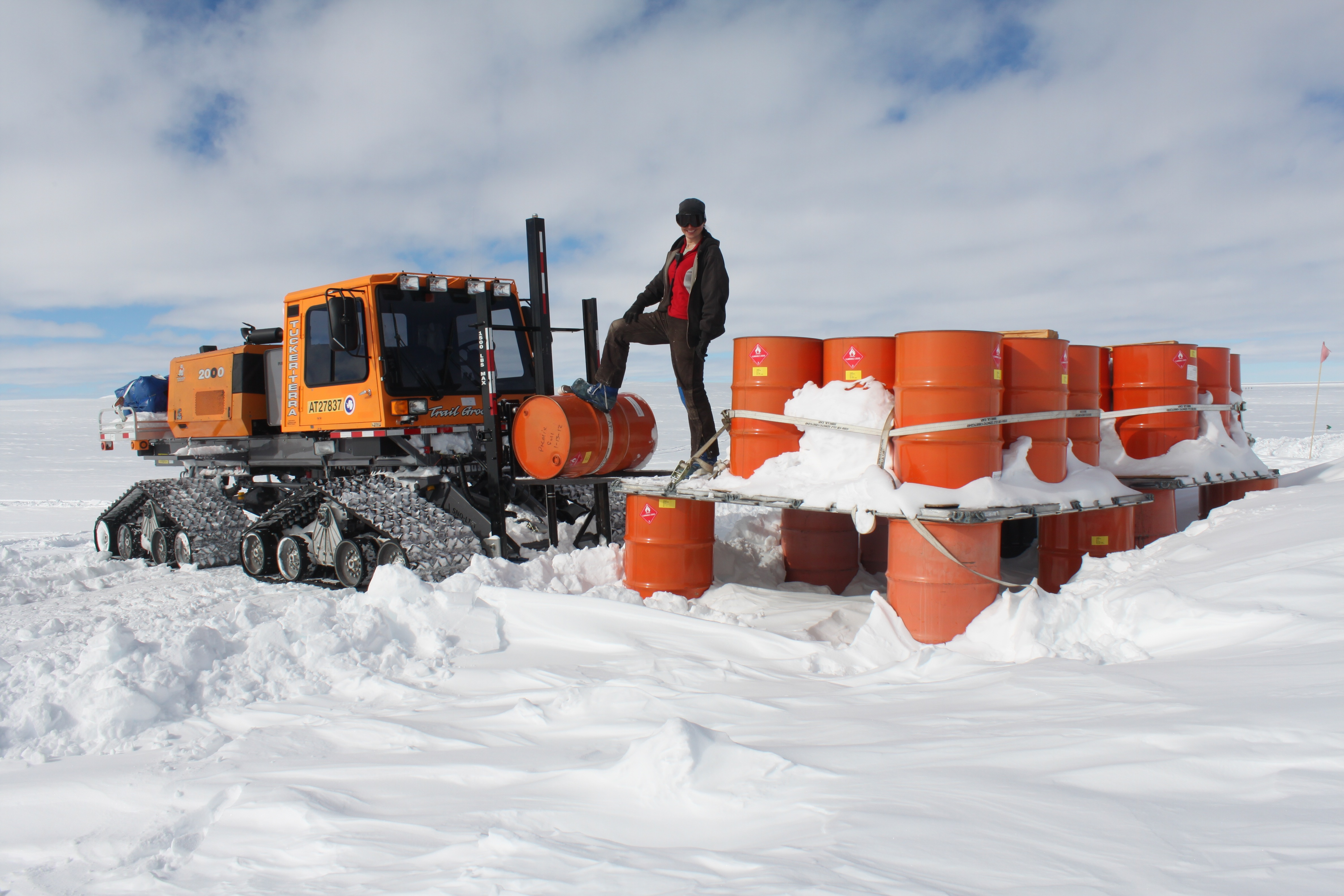
Дослідниця працює на Західному-Антарктичному льодовому щиті у 2012 році

Найвідомішою «першою» жінкою, яка ступила на один з островів Антарктиди, була Керолайн Міккельсен у 1935 році. Першими країнами, чиї науковиці працювали в Антарктиді, були Радянський Союз, Південна Африка та Аргентина.
Дослідниці, які бажали працювати в Антарктиді, змушені були долати гендерні стереотипи. Навіть після дослідження канадської психологині Джейн Моцеллін (англ. Jane Mocellin) 1995 року, згідно з яким жінки краще за чоловіків справляються з антарктичним середовищем, жінок, які мали відповідну кваліфікацію, обирали в експедиції рідше за чоловіків.

## Історичні бар'єри

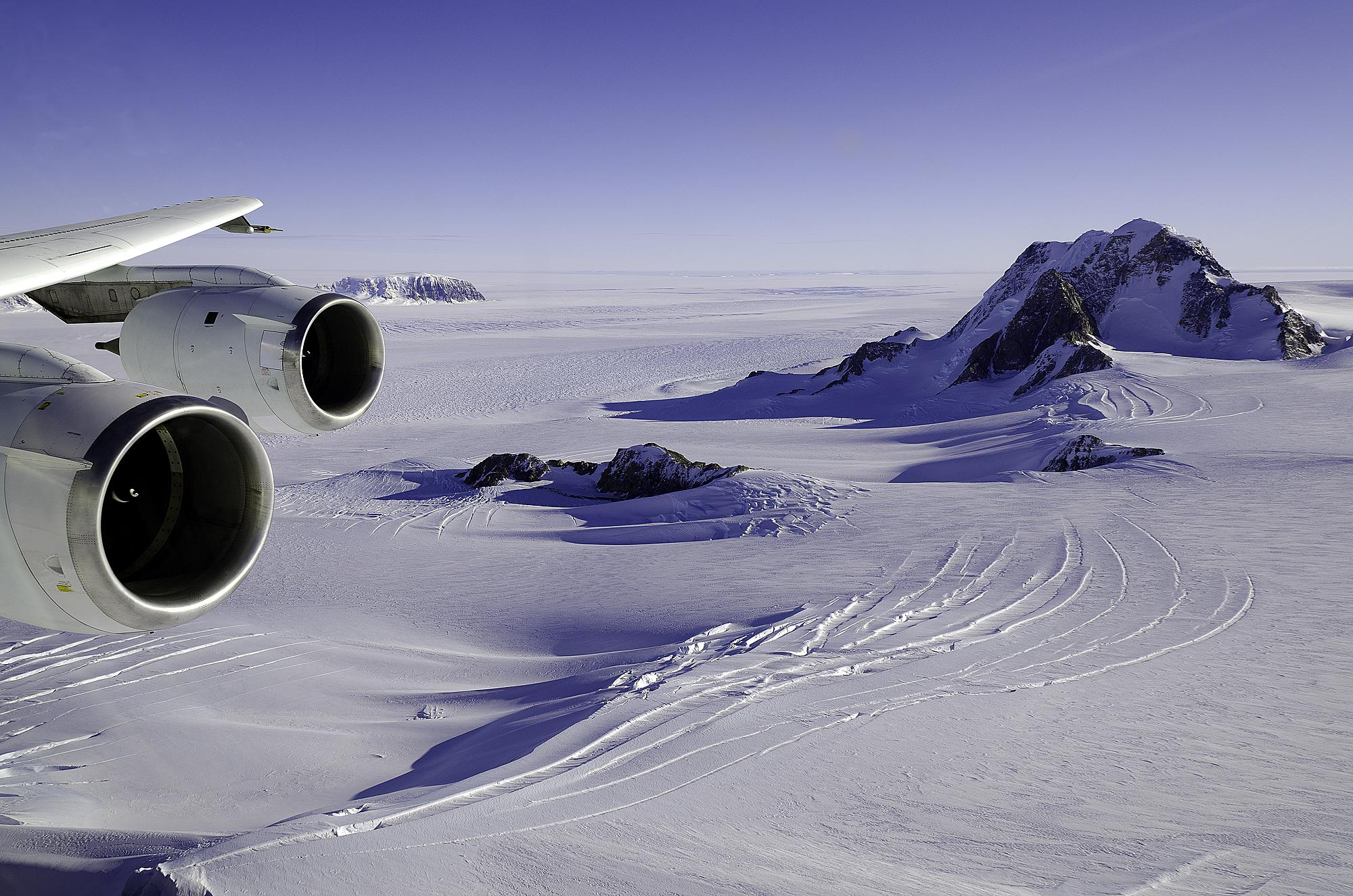
Мері Берд Ленд, названа на честь дружини контр-адмірала Річарда Е. Берда в 1929 році.

У першій половині ХХ ст. жінок не брали в антарктичні експедиції, оскільки вважалося, що жінки не можуть впоратися з екстремальними температурами або кризовими ситуаціями. Директор Британської антарктичної служби (British Antarctic Survey, BAS) Вівіан Фукс (на посаді 1959—1973 рр.) стверджував, що включення жінок до експедицій порушить гармонію та наукову продуктивність станцій, наполягав, що жінки не можуть носити важке обладнання та що споруди станцій в Антарктиді непридатні для жінок. В 1960-х одній з жінок, яка подала заявку, БАС написала у відповідь лист, в якому йшлося, що жінкам не сподобається в Антарктиді, оскільки немає магазинів і перукаря. В США багато років вважали, що клімат Антарктики надто суворий для жінок.
Антарктиду багато чоловіків розглядали як місце, де вони могли уявити себе героїчними завойовниками. У західній культурі полярні території часто асоціюються з маскулінністю. Водночас деякі країни, передовсім Аргентина і Чилі, використовували жінок, щоб затвердити свої претензії на території в Антарктиді: вони привозили вагітних жінок на свої бази в Антарктиці, щоб ті народжували там. Сильвія Морелла де Пальма першою народила в Антарктиді, на аргентинській станції Есперанса 7 січня 1978 року; її син Еміліо Пальма став першою людиною, народженою в Антарктиді.
Багато чоловіків не бажали, щоб жінки з'являлися на континенті, який вважали «єдиним чоловічим клубом», де жінки «зіпсують» «чистоту гомосоціального середовища роботи та ігор». Експедиціям в Антарктиді часто сприяли національні військово-морські сили, які зазвичай не брали жінок на свої кораблі. Військово-морські сили США використовували аргумент про «примітивні санітарно-гігієнічні заклади» в Антарктиді як привід не брати на борт науковиць, готових стати учасницями антарктичних експедицій. Подібна відмова спіткала, зокрема, фахівчиню в галузі геології Доун Родлі, кандидатуру якої схвалив не тільки спонсор експедиції Колін Булл, але і дружини членів команди. Родлі планувала поїздку в 1958 році, але ВМС США, які керували операцією «Глибока заморозка», відмовилися відвезти її до Антарктиди. Адмірал військово-морських сил США Джордж Дюфек вважав, що присутність жінок на Антарктиді «зірве чоловічі ілюзії бути героями та прикордонниками».
Наприкінці 1990-х суспільна думка зазнала змін. Зокрема, соціолог Чарльз Москос заявив, що чим більше жінок в групі, тим менше агресії і «більше розвивається громадянська культура».
Більшість професій в Антарктиці пов'язані із наукою — сферою, де жінки нерідко стикаються з бар'єрами. Усі види обмежень у доступі жінок до науки були і є пов'язані з ґендерними стереотипами про «невідповідність» жінок певним фахам. У другій Українській антарктичній експедиції (1997—1998 рр.) було четверо жінок, проте одна з них, метеорологиня Світлана Краковська, пізніше визнала, що потрапити до складу експедиції жінкам було значно важче, ніж чоловікам.

## Перші жінки в Антарктиді
Першою жінкою, яка потрапила в регіон, наближений до Антарктики, ймовірно, була Луїза Сегуїн (фр. Louise Seguin), яка в 1773 р. пливла на судні Roland разом з французьким мореплавцем Івом-Жозефом Тремареком Кергеленом.
На початку ХХ століття жінки намагалися взяти участь у подорожах до Антарктиди. Коли Ернест Шеклтон оголосив про свою експедицію до Антарктики 1914 року, три жінки написали прохання приєднатися до експедиції, проте всім їм відмовили. Пізніше, у 1929 р., 25 жінок побажали взяти участь у спільній британсько-австралійсько-новозеландській науковій антарктичній експедиції (БАНЗАРЕ), але їхні заявки також відхилили. Коли в 1937 р. споряджалася британська експедиція з метою заснувати в Антарктиді першу наукову базу Великої Британії, 1300 жінок подали заявку на участь, але жодна з претенденток не потрапила до складу експедиції.
Першими жінками, які потрапили до Антарктиди, були дружини та компаньйонки дослідників. Першою жінкою, яка ступила на антарктичні острови, була норвежка Керолайн Міккельсен (норв. Caroline Mikkelsen), в 1935 році вона супроводжувала свого чоловіка. Першими жінками, що побачили материк, були норвезька дослідниця Інгрід Крістенсен та її компаньйонка, Матільда Веггер (норв. Mathilde Wegger), яка подорожувала з чоловіком, Ларсом Крістенсеном. Інгрід Крістенсен ще тричі була в Антарктиці, і 30 січня 1937 року вона здійснила висадку на континент на моноліті Скалліна, ставши першою жінкою, що ступила на Антарктиду. За нею висадилися її донька, Августа Софі Крістенсен, та дві інші жінки: фотографиня Ліллемор Рахле і Солвейг Відере (норв. Solveig Widerøe). Ця висадка не була «першою», тому жінки не надали цьому факту великого значення.
У 1946 та 1947 роках американські дослідниці Джекі Ронн, перша жінка, що стала членкинею антарктичної експедиції, та Дженні Дерлінгтон стали першими жінками, які провели рік в Антарктиді. Вони не були науковицями, а супроводжували своїх чоловіків в експедиції. Перед поїздкою чимало учасників експедиції підписали петицію, «намагаючись не допустити цього».

## Перші дослідниці Антарктиди
Науковиці почали досліджувати Антарктиду з кораблів. Перша науковиця Марія Кльонова з Радянського Союзу працювала на кораблях Об та Лена недалеко від узбережжя Антарктики в 1955—1956 рр. Робота Кльонової допомогла створити перший антарктичний атлас. Жінки працювали на кораблях, що перевозили радянські антарктичні експедиції, і після 1963 року.
Першу команду полярниць, яка складалася лише з жінок, очолила Лоїс Джонс, американська геохімікиня, у 1969 році. Першою американкою, яка ступила у внутрішні райони Антарктики, була інженерка Ірен С. Педен у 1970 році. Педен стверджувала, що існували міфи щодо жінок, які поїхали на узбережжя, вважалося, що вони були проблемою. Адмірал, відповідальний за перевезення Педен до Антарктиди, стверджував, що вона їде туди в пошуках пригоди або щоб знайти чоловіка, а не з метою наукових досліджень. Незважаючи на певні труднощі (зокрема, Ірен Педен не надали необхідне обладнання в Антарктиді), її дослідження на континенті були успішними.
Першою американкою, яка керувала дослідницькою станцією в Антарктиці, була Мері Еліс Макхіні — вона очолила станцію Мак-Мердо у 1974 році.
Першою британкою, яку БАС відрядила в Антарктиду, була Джанет Томсон в 1983 році, яка описала заборону жінок на станціях як «досить неправильну сегрегацію». Жінок не допускали до зимування на дослідницькій станції Галлея до 1996 року.
Аргентина відправила в Антарктику в 1969 р. чотирьох науковиць: біологиню Ірен Бернасконі, бактеріологиню Марію Адела Карію, біологиню Олену Мартинес Фонтес та експертку з водоростей Кармен Пуджальс.

У XXI ст. присутність наковиць в Антарктиді зросла, і ґендерна рівність стала нормою в більшості національних експедицій.

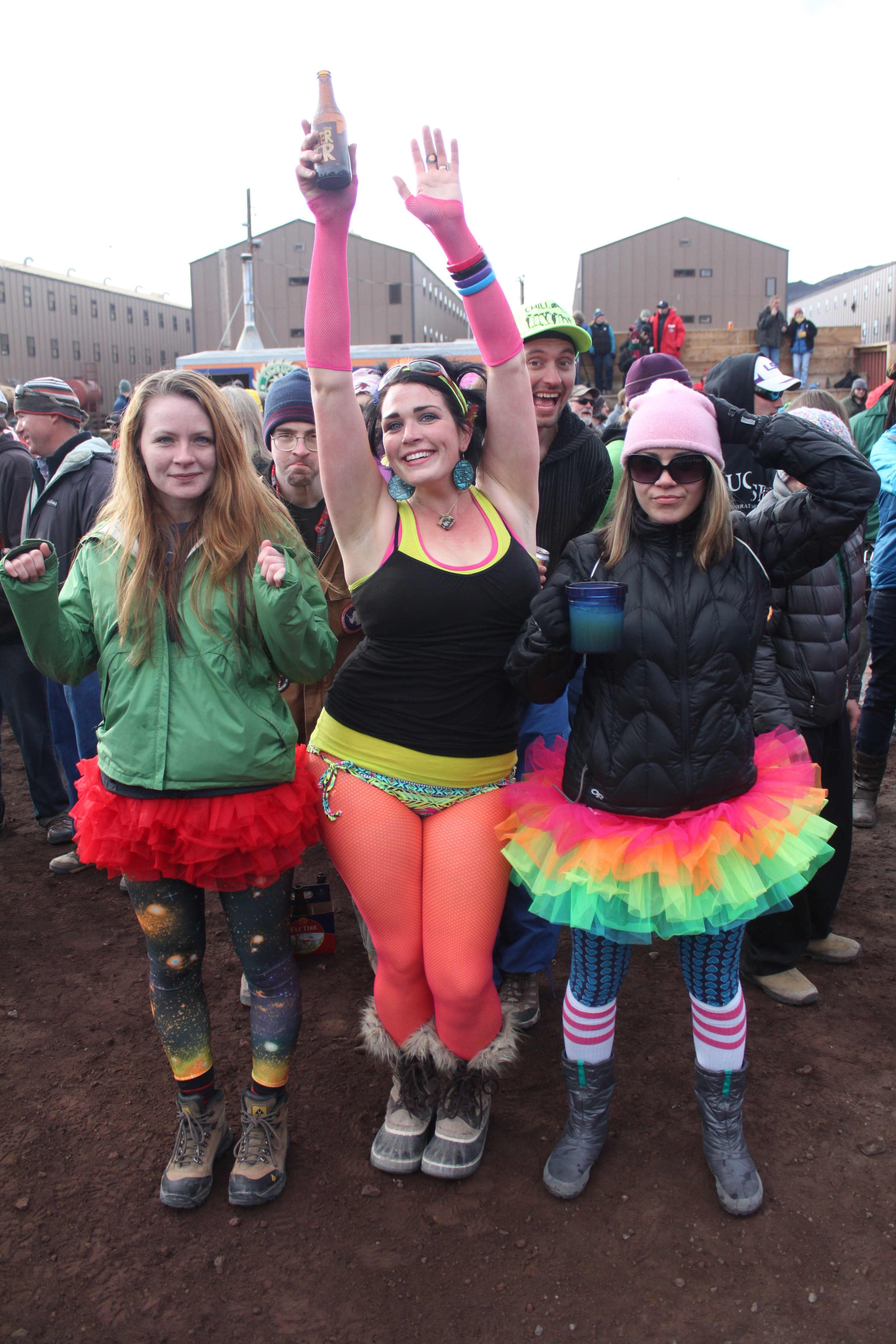
Жінки відзначають у 2013 році IceStock в Антарктиді.

Міжнародний жіночий день в 2012 року в Антарктиді святкували понад 50 жінок, які складали 70 % Міжнародної антарктичної експедиції.
Homeward Bound [Архівовано 15 січня 2020 у Wayback Machine.] — 10-річна програма, покликана заохотити участь жінок у науці, яка планувала направити першу велику (78 членкинь) жіночу експедицію в Антарктиду в 2016 році. Перша група складалася з 76 жінок і перебувала в Антарктиді три тижні в грудні 2016 року.
Станом на 2016 рік жінки складали 55 % членів Асоціації полярних науковців ранньої кар'єри (APECS). У 2016 році майже третина всіх дослідників Південного полюсу були жінками. А деякі країни, що мають станції на шостому континенті, наприклад, Австралія, включили ґендерну рівність у доступі до полярних досліджень як складову політики у галузі науки. Так, в Австралійській антарктичній програмі (AAP) йдеться про «свідомі зусилля для долучення жінок».

## Українки в Антарктиді
Українки взяли участь уже в другій національній антарктичній експедиції, у 1997—1998 роках. Їх було четверо із 12 осіб, тобто третина складу команди, яка вирушила на рік на антарктичну станцію «Академік Вернадський»: геофізикиня Марина Орлова, метеорологині Світлана Краковська та Людмила Маньківська, а також кухарка Галина Колотницька. Проте після цієї експедиції з неоголошених причин жінок не брали до участі в антарктичних експедиціях.
Лише через 22 роки Національний антарктичний науковий центр (НАНЦ), оголосивши вперше відкритий конкурс кандидатів у полярники, та запросив до участі жінок. Відтак до складу 24-ї української антарктичної експедиції (2019—2020 рр.) увійшли біологиня Оксана Савенко та лікарка Наталія Бабій. У складі 25-ї української антарктичної експедиції (2020-2021) також є дві жінки — біологиня Євгенія Прекрасна та метеорологиня Анна Соіна.
Першою українкою, яка потрапила в сезонний загін науковців, стала біологиня Ірина Козерецька. У листопаді-грудні 2005 р. вона взяла участь у спільній українсько-польській сезонній експедиції в Антарктиду. Майже 60 днів І. Козерецька працювала на польській станції «Генрік Арктовський».

## Сексуальні домаганнятасексизм
Коли операторка важкої техніки американка Джулія Уберуага (англ. Julia Uberuaga) вперше поїхала в Антарктиду в кінці 1970-х — на початку 1980-х, вона пригадала, що «чоловіки дивилися на неї скоса та всіляко давали їй зрозуміти, що вона небажана на цій роботі». У 1983 році Мерилін Вуді (англ. Marilyn Woody) описала життя на станції Мак-Мердо, зауваживши: «Голова йде обертом від несамовито великої уваги з боку всіх чоловіків». І додала: «Ти розумієш, що ти можеш вдягнути мішок на голову, але вони все одно закохаються в тебе». Сексуальні домагання, як і раніше, залишаються проблемою для жінок, які працюють в Антарктиді.
Іншу вчену, Сінтію Макфі (англ. Cynthia McFee), «чоловіче товариство» не прийняло, і вона мусила змиритися із самотністю, не маючи можливості ні з ким спілкуватися.
Марта Кейн (англ. Martha Kane), новозеландська геофізикиня, друга жінка-членкиня експедиції, яка перезимувала на Південному полюсі, зазнала «негативного тиску» з боку чоловіків і стверджувала, що дехто розглядав її як особу, яка вторглася на їхню, чоловічу, територію.
Деякі організації, такі як австралійський Антарктичний відділ, провадять політику з метою боротьби із сексуальними домаганнями та дискримінацією за ознакою статі. Антарктична програма США (USAP) заохочує жінок та меншини подавати заявки на участь в експедиціях.

## Рекордсменки
Американка Ліза Денсмор в 1988 році стала першою жінкою, яка підкорила антарктичну вершину — гору Маунт-Вінсон.
У 1993 році американка Енн Банкрофт очолила першу експедицію на Південний полюс, яка повністю складалася з жінок. В 2001 році Банкрофт і Лів Арнесен були першими жінками, які пройшли Антарктиду на лижах — за 94 дні, 2747 км.
Лінна Кокс пропливла милю (1,6 км) в воді Антарктики в 2003 році, провівши там 25 хвилин.
Марія Леєрштам у 2013 році стала першою людиною, яка приїхала на полярну станцію Амундсена-Скотта на лежачому триколісному велосипеді.

## Відзнаки та нагороди
У 1975 році Елеонора Гоннівілл стає першою жінкою, яка отримала медаль Фукса від Британського антарктичної служби. Першою жінкою, яка отримала Полярну медаль, була Вірджинія Фіенн в 1986 році, яку відзначили за роботу в Трансглоблальній експедиції. Вона також була першою жінкою, яка «зимувала в обох полярних регіонах», в Арктиці та Антарктиці. Деніз Аллен — перша жінка, яка була нагороджена австралійською Антарктичною медаллю в 1989 році.